# Blahardey
Blahardey (auch: Balahardé, Bélahardé, Béla Hardé, Béla Hardey, Bilahardé, Bilaherdé, Blahardé, Blaherdey) ist ein Dorf in der Landgemeinde N’Gourti in Niger.

## Geographie
Das von einem traditionellen Ortsvorsteher (chef traditionnel) geleitete Dorf liegt rund 55 Kilometer westlich des Hauptorts N’Gourti der gleichnamigen Landgemeinde und des gleichnamigen Departements N’Gourti, das zur Region Diffa gehört. Zu den weiteren Siedlungen in der Umgebung von Blahardey zählen Kossotori im Südwesten und Meleck im Nordosten. Etwa 36 Kilometer östlich von Blahardey erheben sich die Hügel Jigaringa (318 m), Kandil Dogo (318 m) und Matam Sabra (316 m).
Es herrscht das Klima der Sahara vor, mit einer durchschnittlichen jährlichen Niederschlagsmenge von unter 200 mm. In der Gegend von Blahardey leben vereinzelt Dorkasgazellen und Trappen.

## Geschichte
Die Terrorgruppe Boko Haram aus dem Nachbarland Nigeria entführte in der Nacht von 23. auf 24. November 2018 neun Mädchen aus Blahardey.

## Bevölkerung
Bei der Volkszählung 2012 hatte Blahardey 184 Einwohner, die in 35 Haushalten lebten. Bei der Volkszählung 2001 betrug die Einwohnerzahl 170 in 30 Haushalten und bei der Volkszählung 1988 belief sich die Einwohnerzahl auf 186 in 40 Haushalten.
Blahardey ist eine der Hauptsiedlungen der ethnischen Gruppen der Tubu und Araber in der Region Diffa, in der sie rund zehn Prozent der Gesamtbevölkerung stellen. Das Dorf ist der Sitz einer aus mehreren Stämmen bestehenden und von einem sheick angeführten Araber-Gruppierung, die 1986 gegründet wurde. Die Bevölkerungsdichte in diesem Gebiet ist gering und liegt bei unter 10 Einwohnern je Quadratkilometer.

## Wirtschaft und Infrastruktur
In der Gegend von Blahardey liegt Weideland. Mit einem Centre de Santé Intégré (CSI) ist ein Gesundheitszentrum im Ort vorhanden. Es gibt eine Schule. Das nigrische Unterrichtsministerium richtete 1996 gemeinsam mit dem Welternährungsprogramm der Vereinten Nationen zahlreiche Schulkantinen in von Ernährungsunsicherheit betroffenen Zonen ein, darunter eine für Nomadenkinder in Blahardey.